# Kenia Os
Kenia Guadalupe Flores Osuna (Mazatlán, 15 de julio de 1999), conocida también como Kenia OS, es una cantante y youtuber mexicana. Comenzó creando contenido de videoblogs en su canal de YouTube, a partir de 2017.
En su faceta como influencer, inició una carrera de cantante Firmó con un contrato con Lizos Music y lanzó su primer EP titulado "En Vivo (Acústico)" en 2019. En octubre de 2020 lanzó Canciones pa mi ex, vol. 1. En octubre de 2021 firmó con Sony Music México y en noviembre del mismo año lanzó «La noche» como primer sencillo con dicha discográfica. Al año siguiente, lanzó sus primeros dos álbumes titulados "Cambios De Luna" y "K23", este último tendría un enfoque futurista, lo que para Os es su primer éxito ; “Malas Decisiones”.En el año 2024 lanzó “Pink Aura” del cual se desprenden canciones como Kitty, Solo una vez y OMG.
En su faceta empresarial, Kenia Os también ha incursionado en el mundo de la belleza con el lanzamiento de su propia línea de cosméticos, Kenia OS Beauty.

## Carrera

### YouTube
En 2015 creó su primer canal de YouTube y tiempo después se integró al grupo de youtubers Jukilop . En vista de que le ofrecían firmar un contrato que no le beneficiaba y otros desacuerdos, en 2018 Os abandonó el grupo. Por el contrato previo, las redes sociales de Os se eliminaron porque habían dejado de ser su propiedad. Tras ello, se generaría una polémica y rivalidad entre los youtubers, lo que elevó su popularidad.
Siguió creando contenido en YouTube en su canal. A la par, optó por crear el canal Team Os, junto a su hermana Eloísa, que siguió activo hasta 2021.
En febrero de 2021, declaró que permanecería semiactiva en YouTube, mediante Instagram: «[...] No creo que me vaya a retirar completamente [de YouTube], pero creo que sí voy a estar más inactiva porque se los juro que hay demasiadas cosas, demasiado trabajo por hacer, y a veces no tengo ni tiempo para mí».

### Música
En agosto de 2018 publicó su sencillo debut «Por siempre», firmando con el sello Lizos Music. Convirtiéndose en artista emergente de Spotify. En octubre de 2020, lanzó su primer EP titulado Canciones Pa Mi Ex Vol.1, de seis canciones.
En abril de 2021 anunció su sello discográfico independiente, K Records. En septiembre de ese año, su concierto MelanKOs rompió el récord de concierto virtual con más espectadores de Latinoamérica, con más de 153 000. En octubre, se anunció que interpretará el soundtrack y tema principal de la novela de Televisa, Contigo sí, junto al cantante León Leiden. Por otro lado, firma con la compañía discográfica Sony Music México.
En febrero de 2022 «Joder» se convirtió en su canción con más números uno en iTunes en el mundo. Dos meses más tarde, la Asociación Mexicana de Productores de Fonogramas y Videogramas le otorgó su primer disco de oro por el sencillo «Toketeo» tras obtener 22,000,000 audio streams equivalentes en México. En marzo, lanzó su primer álbum de estudio titulado Cambios de luna, de doce canciones.
En septiembre de 2022 anunció el inicio de su gira por Estados Unidos y México, que lleva por nombre The K23 Tour.
En diciembre de 2022, la Asociación Mexicana de Productores de Fonogramas y Videogramas le otorgó su primer disco de platino por el sencillo «Llévatelo» por vender más de 140 000 copias en México.
En mayo de 2023 presentó su nueva canción «Más te va a doler», un acercamiento al regional mexicano.
En septiembre de 2023 recibió su primera nominación a los premios Grammy Latinos por su proyecto «Universo K23».
En enero de 2024 lanza su sencillo «Bobo» junto al cantante Álvaro Díaz.
En marzo de 2024, lanzó su sencillo «Tortura». En mayo de 2024 realiza una colaboración con el grupo argentino Miranda con la canción "Siempre que lo Beso".
El 30 de mayo lanzó un EP tiulado "Flow Mamita Rica" en colaboración con Yeri Mua, El Malilla y La Joaqui.
En octubre de 2024 lanzó el sencillo "JACKPOT" en colaboración con la cantante mexicana Belinda, perteneciendo al quinto álbum de estudio de ésta, titulado Indómita. El sencillo fue certificado disco de oro en México por la venta de más de 70,000 unidades. Esta colaboración las hizo ganadoras de Premios Lo Nuestro, en la categoría Mejor Combinación Femenina.
En diciembre de 2024 el sencillo titulado "Tommy & Pamela" del cantante mexicano Peso Pluma junto con Kenia Os, recibiría la certificación de platino tras vender más de 300,000 copias en México.
En 2025 lanzó su película-documental en cines, «Kenia OS: La OG», que muestra el detrás de cámaras de su gira "Pink Aura" y su experiencia en el Palacio de los Deportes en la Ciudad de México, convirtiéndose en el concierto/documental mexicano con mejor taquilla de la historia, y el tercer mejor debut de la historia para un proyecto mexicano estrenado de 2014 a la fecha, posteriormente fue lanzado en la plataforma Disney+.

### Otros proyectos
Os ha hecho participaciones en televisión por streaming. En 2021 fue juez del programa concurso de Disney+, Conecta y canta, y del programa de competencias de HBO Max y Bake Off Celebrity, el gran pastelero: México.
Como empresaria, en mayo de 2021 abrió un negocio de comida saludable llamado La Healthy Haus o Rousse Haus, que fue cerrado en 2022. En julio de 2021 lanzó una línea de ropa llamada Kenia Os Shop, y una de cosméticos, Kenia Os Beauty.

## Discografía
Álbumes de estudio
- 2022: Cambios de luna
- 2022: K23
- 2024: Pink Aura

Extended plays
- 2020: Canciones pa mi ex, vol.1
- 2024: Flow Mamita Rica

Álbumes en vivo
- 2019: En vivo (acústico)
- 2021: Live From Blackwood Studio
- 2021: MelanKOs

## Giras
- 2022: Cambios De Luna Tour[42]
- 2023: The K23 Tour[43]
- 2024: Tour Kenia Os 2024/Pink Aura Tour[44]

## Premios y nominaciones
| Año  | Premio                                         | Categoría                           | Nominación a                       | Resultado | Ref.   |
| ---- | ---------------------------------------------- | ----------------------------------- | ---------------------------------- | --------- | ------ |
| 2018 | Premios MTV MIAW                               | La cara más nueva                   | Ella misma                         | Nominada  | [ 45 ] |
| 2018 | Premios MTV MIAW                               | Styler del año                      | Ella misma                         | Nominada  | [ 46 ] |
| 2019 | Premios MTV MIAW                               | Instagram Stories                   | Ella misma                         | Ganadora  | [ 47 ] |
| 2019 | Kids' Choice Awards México                     | Youtuber cómico favorito            | Ella misma                         | Nominada  | [ 48 ] |
| 2019 | Tú Awards                                      | Queen de Instagram                  | Ella misma                         | Nominada  | [ 49 ] |
| 2019 | Premios Eres                                   | Mejor revelación musical            | Ella misma                         | Ganadora  | [ 50 ] |
| 2020 | Eliot Awards                                   | Beat For Like                       | Ella misma                         | Nominada  | [ 51 ] |
| 2020 | Kid’s Choice Awards México                     | Inspiración del año                 | Ella misma                         | Ganadora  | [ 52 ] |
| 2020 | Premios TuNighteros                            | TuNightero del año                  | Ella misma                         | Ganadora  | [ 53 ] |
| 2021 | Premios Heat Latin Music                       | Promesa musical                     | Ella misma                         | Nominada  | [ 54 ] |
| 2021 | Prêmios Likes Brasil                           | Artista en ascenso mundial          | Ella misma                         | Ganadora  | [ 55 ] |
| 2021 | Premios MTV MIAW                               | Ícono Miaw                          | Ella misma                         | Ganadora  | [ 56 ] |
| 2021 | Premios MTV MIAW                               | Storiador Miaw                      | Ella misma                         | Nominada  | [ 56 ] |
| 2021 | Premios MTV MIAW                               | Fandom                              | Ella misma                         | Nominada  | [ 56 ] |
| 2021 | Kids' Choice Awards México                     | Creador/a + Top                     | Ella misma                         | Nominada  | [ 57 ] |
| 2021 | Kids' Choice Awards México                     | InstaPets                           | Octavio                            | Nominada  | [ 57 ] |
| 2021 | The Telly Awards                               | Televisión-serie infantil           | Conecta y canta                    | Ganadora  |        |
| 2021 | Breaktudo Awards                               | Revelación internacional            | Ella misma                         | Nominada  | [ 58 ] |
| 2021 | Eliot Awards                                   | Líder digital del año               | Ella misma                         | Nominada  | [ 59 ] |
| 2021 | Eliot Awards                                   | Beat for Like                       | Ella misma                         | Nominada  | [ 59 ] |
| 2021 | Prêmio Pop Mais                                | Explosión latina                    | Ella misma                         | Ganadora  | [ 60 ] |
| 2021 | Socialiteen                                    | Artista viral                       | Ella misma                         | Ganadora  | [ 61 ] |
| 2021 | Socialiteen                                    | Influencer del 2021                 | Ella misma                         | Ganadora  | [ 61 ] |
| 2021 | Socialiteen                                    | Influencer latina del 2021          | Ella misma                         | Ganadora  | [ 61 ] |
| 2021 | Socialiteen                                    | Fandom del año                      | Ella misma                         | Ganadora  | [ 61 ] |
| 2022 | Fans Choice Awards                             | Pop juvenil                         | Ella misma                         | Nominada  | [ 62 ] |
| 2022 | Acervo Music Awards                            | Artista latino del año              | Ella misma                         | Ganadora  | [ 63 ] |
| 2022 | Acervo Music Awards                            | Artista latino revelación           | Ella misma                         | Ganadora  | [ 63 ] |
| 2022 | Premios Likes Brasil                           | Artista latino                      | Ella misma                         | Ganadora  | [ 64 ] |
| 2022 | Premios Heat Latin Music                       | Mejor artista región norte          | Ella misma                         | Nominada  | [ 65 ] |
| 2022 | Prêmio Tudo Information                        | Artista boom internacional          | Ella misma                         | Nominada  | [ 66 ] |
| 2022 | Premios MTV MIAW                               | Motomami del año                    | Ella misma                         | Nominada  | [ 67 ] |
| 2022 | Premios MTV MIAW                               | Artista + chingón México            | Ella misma                         | Ganadora  | [ 67 ] |
| 2022 | Premios MTV MIAW                               | Fandom del año                      | Ella misma                         | Ganadora  | [ 67 ] |
| 2022 | Premios MTV MIAW                               | Coreo crack                         | Ella misma                         | Ganadora  | [ 67 ] |
| 2022 | Kids' Choice Awards México                     | De creador a artista                | Ella misma                         | Ganadora  | [ 68 ] |
| 2022 | MTV Europe Music Awards                        | Mejor artista latinoamericano norte | Ella misma                         | Ganadora  | [ 69 ] |
| 2023 | Premios Juventud                               | La nueva generación femenina        | Ella misma                         | Ganadora  | [ 70 ] |
| 2023 | Premios Juventud                               | Quiero Más                          | Ella misma                         | Ganadora  | [ 70 ] |
| 2023 | Premios Juventud                               | Mejor Fandom                        | Ella misma                         | Ganadora  | [ 70 ] |
| 2023 | Premios Juventud                               | Social Dance Challenge              | Ella misma                         | Ganadora  | [ 70 ] |
| 2023 | Premios MTV MIAW                               | Artista Miaw                        | Ella misma                         | Ganadora  | [ 71 ] |
| 2023 | Premios MTV MIAW                               | Himno Viral                         | Malas decisiones                   | Ganadora  | [ 71 ] |
| 2023 | Premios MTV MIAW                               | Junte del año                       | Para no verte más (con Thalía)     | Nominada  | [ 71 ] |
| 2023 | Berlin Indie Film Festival                     | Best Music Video                    | Universo K23                       | Ganadora  | [ 72 ] |
| 2023 | Festival de Cannes                             | Best Musical Film                   | Universo K23                       | Ganadora  | [ 72 ] |
| 2023 | International Sound Video Awards               | Best Musical Film                   | Universo K23                       | Nominada  | [ 72 ] |
| 2023 | Kids' Choice Awards México                     | Artista latino                      | Ella misma                         | Ganadora  | [ 72 ] |
| 2023 | Kids' Choice Awards México                     | Hit Global                          | Malas decisiones                   | Ganadora  | [ 72 ] |
| 2023 | Kids' Choice Awards México                     | Junte del año                       | Para no verte más (con Thalía)     | Nominada  | [ 72 ] |
| 2023 | Kids' Choice Awards México                     | Mejor Fandom                        | Keninis                            | Ganadora  | [ 72 ] |
| 2023 | Grammy Latinos                                 | Mejor video musical versión larga   | Universo K23                       | Nominada  | [ 73 ] |
| 2023 | Premios Rolling Stone En Español               | Voz de la audiencia                 | Ella misma                         | Nominada  |        |
| 2023 | MTV Europe Music Awards                        | Mejor artista norte                 | Ella misma                         | Ganadora  |        |
| 2023 | Music Video Awards                             | Best Animation Video                | Toy Toy                            | Ganadora  |        |
| 2023 | Los Angeles International Music Video Festival | Best Animation Video                | Toy Toy                            | Ganadora  |        |
| 2023 | Prague Music Video Awards                      | Best Animation Video                | Toy Toy                            | Ganadora  |        |
| 2023 | Los Angeles International Music Video Festival | Best Editor                         | Mía Mía                            | Ganadora  |        |
| 2024 | Premios Lo Nuestro                             | Nueva artista femenina              | Ella misma                         | Ganadora  |        |
| 2024 | Premios Lo Nuestro                             | Artista pop femenina del año        | Ella misma                         | Nominada  |        |
| 2024 | Premios Lo Nuestro                             | Canción pop del año                 | "Mi Salida Contigo (con Ha*Ash)    | Ganadora  |        |
| 2024 | Kids' Choice Awards México                     | Artista Latino                      | Ella misma                         | Nominada  | [ 74 ] |
| 2024 | Premios MTV MIAW                               | Celebrity Crush                     | Ella Misma                         | Nominada  | [ 75 ] |
| 2024 | Premios Heat Latin Music                       | Mejor Artista Femenina              | Ella Misma                         | Nominada  |        |
| 2024 | Premios Heat Latin Music                       | Fandom del año                      | Keninis                            | Nominada  |        |
| 2024 | Premios Heat Latin Music                       | Artista Revelación                  | Ella Misma                         | Nominada  | [ 76 ] |
| 2024 | Premios Quiero                                 | Mejor Video Banda                   | Siempre Que Lo Beso (con Miranda!) | Ganadora  | [ 77 ] |
| 2025 | Premios Juventud                               | Mejor combinación Femenina          | Jackpot (con Belinda)              | Ganadora  |        |
| 2025 | Premios Juventud                               | Canción del Año Pop Urbano          | TOMMY & PAMELA (con Peso Pluma)    | Ganadora  |        |
| 2025 | Tiktok Awards                                  | Canción del Año                     | Kitty (con La Joaqui)              | Ganadora  | [ 78 ] |
| 2025 | Premios Lo Nuestro                             | Mejor combinación femenin           | Jackpot (con Belinda)              | Ganadoras | [ 79 ] |